# Tariki (Nouvelle-Zélande)
Tariki est une petite communauté agricole située immédiatement à l’est du mont Taranaki/Egmont dans l’ouest de l’ Île du Nord de la Nouvelle-Zélande.

## Situation
Elle se trouve sur le trajet de la route State Highway 3/SH 3 (en) à mi-chemin entre les villes de Inglewood et Stratford.
Plusieurs petits ruisseaux, tous tributaires de la rivière Manganui, passent tout près de la ville de Tariki.

## Toponymie
L’origine du nom de la localité est inconnu. C’est peut-être le nom d’une personne ou bien une altération du terme en langue māori tarika, signifiant « se tourner » et « se retourner ».